# Yongcheng
Yongcheng (永城市S, YǒngchéngP) è una città-contea della Cina, situata nella provincia di Henan e amministrata dalla prefettura di Shangqiu.